# Скшишув (гміна)
Гміна Скшишув (пол. Gmina Skrzyszów) — сільська гміна у південній Польщі. Належить до Тарновського повіту Малопольського воєводства.
Станом на 31 грудня 2011 у гміні проживало 13684 особи.

## Площа
Згідно з даними за 2007 рік площа гміни становила 86.23 км², у тому числі:
- орні землі: 75.00%
- ліси: 15.00%

Таким чином, площа гміни становить 6.09% площі повіту.

## Населення
Станом на 31 грудня 2011:
| Опис     | Загалом | Загалом | Чоловіки | Чоловіки | Жінки | Жінки |
| -------- | ------- | ------- | -------- | -------- | ----- | ----- |
| одиниця  | осіб    | %       | осіб     | %        | осіб  | %     |
| все      | 13684   | 100     | 6804     | 49.72    | 6880  | 50.28 |
| міське   | 0       | 100     | 0        |          | 0     |       |
| сільське | 13684   | 100     | 6804     | 49.72    | 6880  | 50.28 |

## Сусідні гміни
Гміна Скшишув межує з такими гмінами: Пільзно, Риґліце, Тарнув, Тухув, Чарна.